# Pyszczug
Pyszczug (ros. Пыщуг) – wieś (sieło) w Rosji, w obwodzie kostromskim, ośrodek administracyjny rejonu pyszczuskiego. W 2010 liczyła 3138 mieszkańców.